# Anna Makurat
Anna Makurat (ur. 31 marca 2000 w Lęborku) – polska koszykarka, występująca na pozycji rozgrywającej, reprezentantka kraju.
Zaczynała w grupach młodzieżowych klubu BAT Sierakowice. Pochodzi z rodziny o sportowych tradycjach. Jej ojciec Rafał jest koszykarskim trenerem oraz działaczem, matka Magdalena – trenerką koszykarską. Koszykarkami są także jej siostry, Aleksandra, która również występowała w kadrze Polski U–20 oraz Agata.
W sezonie 2021/2022 była koszykarką AZS AJP Gorzów Wielkopolski.

## Osiągnięcia
Stan na 14 listopada 2021, na podstawie, o ile nie zaznaczono inaczej.

### NCAA
- Uczestniczka rozgrywek NCAA Final Four (2021)
- Mistrzyni:
  - sezonu regularnego:
    - Big East (2021)
    - konferencji American Athletic (AAC – 2020)

  - turnieju konferencji:
    - AAC (2020)
    - Big East (2021)
- Zaliczona do I składu najlepszych debiutantek AAC (2020)

### Drużynowe
- Brązowa medalistka mistrzostw Polski (2019)[5]
- Mistrzyni I ligi polskiej (2017)
- AAC Conference Championship - NCAA (2020)
- Big East Conference Championship - NCAA (2021)
- NCAA Final 4 (2021)
- Uczestniczka rozgrywek Eurocup (2017/2018 – TOP 16, 2022/2023 - TOP 4)
- Mistrzyni Włoch (2023)

Młodzieżowe
- Mistrzyni Polski:
  - U14 (2014)
  - U18 (2016)
  - U22 (2018)
  - OOM (2015)

### Indywidualne
- MVP mistrzostw Polski:
  - młodziczek (2014)[6]
  - juniorek (2016)
- Zaliczona do I składu:
  - I ligi grupy A (2017)[7]
  - mistrzostw Polski U–22 (2018)

### Reprezentacja
- Mistrzyni Europy U–16 dywizji B (2016)[8]
- Uczestniczka mistrzostw Europy:
  - U–20 (2016 – 8. miejsce, 2017 – 10. miejsce)[9]
  - U–16 dywizji B (2014, 2015, 2016)
- MVP mistrzostw Europy U–16 dywizji B (2016)